# برج بابل (بروگل)
برج بابل نقاشی رنگ روغن اثر پیتر بروگل است.
موضوع این نقاشی سازه برج بابل است که در نشان دادن معماری این برج با طاق‌ها بیشمار و نمونه‌های دیگر از مهندسی رومی، عمداً یادآور کولوسئوم رومی است.